# Antonio Tarver
Antonio Deon Tarver (* 21. November 1968 in Orlando, Florida) ist ein US-amerikanischer Boxer, der große Erfolge im Halbschwergewicht feierte. Er wurde 1995 Amateurweltmeister und gewann 1996 die olympische Bronzemedaille. Als Profi ist er ehemaliger Superweltmeister der WBA, zweifacher Weltmeister der IBF und zweifacher Weltmeister der WBC.

## Amateur
Sein Amateurrekord beläuft sich auf 158 Siege bei 12 Niederlagen. 1993 gewann Tarver die US-amerikanischen Meisterschaften im Halbschwergewicht. 1994 gewann er die National Golden Gloves im Halbschwergewicht, sowie 1995 erneut die US-amerikanischen Meisterschaften im Halbschwergewicht. Zusätzlich gewann er 1995 auch die 12. Panamerikanischen Spiele in Argentinien. Dabei siegte er gegen Óscar Amador, Dihosvany Vega, Gabriel Hernández und Thompson Garcia.
Im Mai 1995 wurde er in Berlin Amateurweltmeister im Halbschwergewicht. Er siegte in der Vorrunde gegen den Montenegriner Milorad Gajović, im Viertelfinale gegen den Italiener Pietro Aurino, im Halbfinale gegen Wassili Schirow aus Kasachstan sowie im Finale schließlich erneut gegen Dihosvany Vega aus Kuba.
Bei den Olympischen Spielen in Atlanta 1996, siegte er in den Vorrunden gegen Dmitry Vybornov und David Kowah. Durch einen Sieg gegen Enrique Flores im Viertelfinale zog er ins Halbfinale ein, wo er schließlich Wassili Schirow knapp nach Punkten unterlag und Bronze gewann.

## Profi
1997 wurde Antonio Tarver Profi. Er gewann seine ersten 16 Kämpfe in Folge, davon 14 durch Knockout.
Am 23. Juni 2000 boxte er im Grand Casino von Biloxi (Mississippi), in einem Titelausscheidungskampf der IBF, gegen den ebenfalls ungeschlagenen Rechtsausleger Eric Harding. Tarver verlor den Kampf deutlich nach Punkten, ging in Runde 11 zu Boden und erlitt einen gebrochenen Kiefer. In seinem nächsten Kampf am 24. Februar 2001, besiegte er in Florida den ungeschlagenen, schlagstarken Lincoln Carter durch technischen K. o. in Runde 5, worauf dieser seine Karriere beendete. Am 3. August selben Jahres, schlug er den Nordamerikanischen Meister Chris Johnson in der 10. Runde K. o., worauf dieser ebenfalls seine Karriere beendete.
Am 25. Januar 2002 siegte er nach Punkten gegen Ex-Weltmeister Reggie „Sweet“ Johnson und wurde dadurch Nordamerikanischer- sowie zugleich US-amerikanischer Meister. Am 20. Juli selben Jahres, stand er in einem Rückkampf erneut Eric Harding gegenüber und gewann durch technischen K. o. in Runde 5.
Nachdem WBC- und IBF-Weltmeister Roy Jones junior ins Schwergewicht aufgestiegen war und dafür seine zwei WM-Gürtel niederlegte, wurde ein Kampf zwischen Ex-Weltmeister Montell Griffin und Antonio Tarver vereinbart, um einen neuen Doppelweltmeister zu bestimmen. Diesen Kampf, der am 26. April 2003 stattfand, gewann Tarver einstimmig nach Punkten.
Da Jones aber weiterhin als wahrer Halbschwergewichtsweltmeister angesehen wurde, weil er seine Titel nicht im Ring verloren hatte, forcierte Tarver einen Kampf mit Jones, um als unangefochtener Weltmeister dieser Gewichtsklasse anerkannt zu werden. Dieser ließ sich provozieren und so kam es am 8. November 2003 in Las Vegas zu diesem Prestigeduell. Jones galt als der zu dieser Zeit „Pound-for-Pound“ (Kampfstärke in Relation zum Gewicht) bester Boxer der Welt. Er hatte 48 seiner 49 Kämpfe gewonnen, davon 38 durch K. o. und hatte bereits fünf WM-Gürtel in vier Gewichtsklassen erkämpft. Seine einzige Niederlage war eine Disqualifikation wegen Nachschlagens gegen den bereits niedergegangenen Montell Griffin, den er dann im Rückkampf durch K. o. in der ersten Runde bezwang.
Jones, der nach seinem Ausflug ins Schwergewicht in seiner angestammten Klasse nicht mehr zu seiner Form fand, gewann nur knapp und durchaus umstritten nach Punkten, so dass schnell ein Rückkampf angesetzt wurde.
Bei dieser am 15. Mai 2004 stattgefundenen Begegnung gelang Tarver überraschend ein K.-o.-Sieg in der zweiten Runde und damit der Gewinn der WBC- und WBA-Titel.
Im Dezember 2004 wurden Tarver die Gürtel jedoch aberkannt, da er nicht gegen die Pflichtherausforderer der Verbände antrat, sondern stattdessen einen Kampf gegen den Jamaikaner Glen Johnson bevorzugte. Tarver verlor das Duell zudem nach Punkten. Aber auch hier gab es den direkten Rückkampf, in dem Tarver sich dann wiederum durchsetzen konnte und den IBO-Titel gewann. Anschließend kam es zur dritten Begegnung mit Jones, die er ebenfalls nach Punkten gewann.
Sein nächster Kampf war am 10. Juni 2006 das Aufeinandertreffen mit Rekordweltmeister Bernard Hopkins. Dabei musste Tarver eine Punkteniederlage hinnehmen. Nach Siegen gegen Elvir Muriqi und Danny Santiago, boxte er am 12. April 2008 gegen IBF-Weltmeister Clinton Woods und gewann den Titel einstimmig nach Punkten.
Am 11. Oktober 2008 trat er zu seiner ersten Titelverteidigung gegen Chad Dawson an. Dort verlor er seinen Titel nach einer einstimmigen Punktentscheidung. Im Mai 2009 kam es zu einem Rückkampf gegen Dawson, welchen er aber auch wieder klar nach Punkten verlor.
Am 20. Juli 2011 besiegte er Danny Green durch technischen K. o. in Runde 9, fügte ihm damit die erste vorzeitige Niederlage seiner Karriere zu und gewann den IBO-Titel im Cruisergewicht. Am 2. Juni 2012 boxte er im Cruisergewicht gegen den ungeschlagenen Lateef Kayode (18-0). Der Kampf endete unentschieden. Der anschließende Dopingtest war positiv auf Drostanolon und er wurde für ein Jahr gesperrt.

## Sonstiges
Im Frühjahr 2006 spielte er die Rolle des Schwergewichtsweltmeisters „Mason Dixon“ im Stallone-Film Rocky Balboa.